# Gloria CFR Galați
Gloria CFR Galați a fost un club de fotbal din Galați, România care a evoluat pentru 2 sezoane în Divizia A. Echipa a luat ființă la 1 ianuarie 1932 prin fuziunea echipelor Șoimii Gloria și CFR Galați. În 1936 a obținut promovarea în Divizia B, iar în 1939 ajunge în prima divizie, unde evoluează două sezoane, până la întreruperea competiției din cauza celui de-Al Doilea Război Mondial. După război pierde barajul pentru menținerea în Divizia A și evoluează timp de cinci ediții în Divizia B, după care vine retrogradarea în al treilea eșalon. S-a desființat în 1970.

## Istorie
Clubul a fost înființat în anul 1932, la 1 ianuarie, la inițiativa feroviștilor gălățeni, după fuziunea „Șoimii Gloria” (înființată în 1927) cu „CFR”. Culorile inițiale ale tricoului au fost galben-albastru. Numele inițial al clubului a fost „Asociația Sportivă și Culturală”.
Până în 1936 echipa joacă în campionatul raional după care promovează în Divizia C. Un an mai târziu se califică în Divizia B și după încă două sezoane, Gloria promovează în Divizia A. La acest nivel, reușește să joace două sezoane, până în 1941. În 1942, din cauza celui de-al Doilea Război Mondial, campionatul este întrerupt, cu clubul pe poziția a 2-a a tabelului.
În 1946, după război, Gloria a ratat șansa unei reveniri rapide în Divizia A, după ce a pierdut play-off-ul cu Prahova Ploiești, scor 2–5 la general.
În perioada 1946–1951, clubul joacă în Divizia B și își schimbă numele de două ori, „CFR” (1948) și „Locomotiva” (1950). În 1951 retrogradează, dar reușește să revină în 1955, pentru a retrograda la sfârșitul sezonului. De acum înainte, rolul acestui vechi club se sfârșește treptat pe măsură ce apar noi cluburi cu structură organizatorică superioară.
În 1957, clubul a revenit la denumirea tradițională de Gloria CFR, dar fără mare succes, neputând trece de Divizia C unde a fost văzut aproape regulat, până în 1970, după care a dispare.
Jucători mari: J. Lăpușneanu, Justin Apostol, E. Prasler, Șt. Cucula, M. Rădulescu, I. Bodea, Șt. Cârjan, Guță Tănase, C. Comșa, M. Tudose, Zapis I, Zapis II, Ivanov, Ad. Popa, C. Voroncovchi.
În 1988 denumirea de Gloria CFR reapare după ce Dunărea CSU Galați este redenumită (fără relații cu vechiul club), dar abia până în 1994 când a fost redenumită FC Constant, iar în 1995 înapoi la Dunărea Galați.

## Palmares

### Competiții Naționale

#### Ligi:
```
 
Liga I
:
```

- Locul 10 (1): 1939–40

```
Liga a II-a
:
```

Campioni (1): 1938–39
```
Liga a III-a
:
```

Vicecampioni (1): 1936–37

## Gloria CFR în Divizia A
- 1939-1940 22 8 1 13 27 - 59 17 puncte
- 1940-1941 24 5 6 13 27 - 41 16 puncte

## Foști Jucători
- Jean Lăpușneanu
- Justin Apostol
- Manole Rădulescu
- Alexandru Tănase
- Gheorghe Ionescu
- Ioan Crucianu
- Zoltan David
- Constantin Flutur
- Mircea Șarpe
- Stanciu
- Doru Balmuș
- Carmen Stan
- Zeld
- Ichim
- Octavian Răileanu
- Adrian Oprea
- Adrian Bontea
- Haralambie Puiu Antohi
- Iulian Smadu
- Cujbă
- Ion Basalîc
- Dorofte
- Drumea
- Chimet
- Gavrilescu
- Gherman
- Ivanov
- Gogu
- Sandy
- Constantin Jarca
- Irimia Popescu
- Nicolae Burcea
- Valentin Ștefan
- Damian Băncilă
- Adrian State
- Gheorghe Stamate
- Ion Basalîc
- Victor Mihăilescu
- Teofil Topa
- Ioan Kiss
- Ioan Bodea
- Victor Pancoff
- Ernest Prassler
- Gheorghe Iordăchescu
- Ștefan Milea
- Tiberiu Kocsiardy
- Ștefan Cucula
- Mircea Tudose
- Aurel Horotan
- Andrei Szutor
- Adalbert Demeny
- Constantin Surugiu
- Victor Setel
- Nicolae Găman
- Ștefan Zapis
- Sterian Codreanu
- Octavian Comșa
- Popa Adrian
- Constantin Bărbulescu
- Haralambie (Gabi) Dumitriu

## Foști Antrenori
- Carol Weszter